# مون تشاي وون (ممثلة)
مون تشاي وون (الكورية: 문채원) مواليد 13 نوفمبر 1986 في دايغو، هي ممثلة كورية جنوبية بدأت مسيرتها الفنية عام 2007.

## أعمالها

### الافلام[بحاجة لمصدر]
| السنة | الفيلم            | الإسم العربي                     | الدور        |
| ----- | ----------------- | -------------------------------- | ------------ |
| 2008  | Our School's E.T. | معلم اللغة الإنجليزية في مدرستنا | Lee Eun-shil |
| 2011  | War of the Arrows | حرب السهام                       | Choi Ja-in   |
| 2014  | Awaiting          | في الإنتظار                      | Yeon-hee     |
| 2015  | Love Forecast     | توقعات الحب                      | Kim Hyun-woo |
| 2016  | Mood of the Day   | مزاج اليوم                       | Bae Soo-jung |
| 2018  | Fengshui          | فينغ شوي                         | Cho-sun      |

### مسلسلات
- ميراث رائع
- طبيب جيد
- رجل الأميرة
- الرجل البريء
- وداعا سيد بلاك
- عقول إجرامية
- زهرة الشر
- أموال القانون
- سائق سيارة أجرة (الحلقة 16)[5]

## الترشيحات والجوائز
| السنة | الحدث                        | الفئة                  | النتيجة |
| ----- | ---------------------------- | ---------------------- | ------- |
| 2008  | جائزة الفنان الجديد          | جوائز إس بي إس للدراما | فوز     |
| 2008  | أفضل ثنائي (مع مون غيون يونغ | جوائز إس بي إس للدراما | فوز     |

## روابط خارجية
- Moon Chae-won at MSTeam (بالكورية)
- Moon Chae-won Fan Cafe at داوم (بالكورية)
- مون تشاي وون على موقع IMDb (الإنجليزية)
- مون تشاي وون على موقع ألو سيني (الفرنسية)
- مون تشاي وون على موقع ميوزك برينز (الإنجليزية)
- مون تشاي وون على موقع أول موفي (الإنجليزية)
- مون تشاي وون على موقع قاعدة بيانات الفيلم (الإنجليزية)
- مون تشاي وون على موقع كينوبويسك (الروسية)